# Valcău de Sus, Sălaj
Valcău de Sus (în maghiară: Felsővalkó) este un sat în comuna Valcău de Jos din județul Sălaj, Transilvania, România.

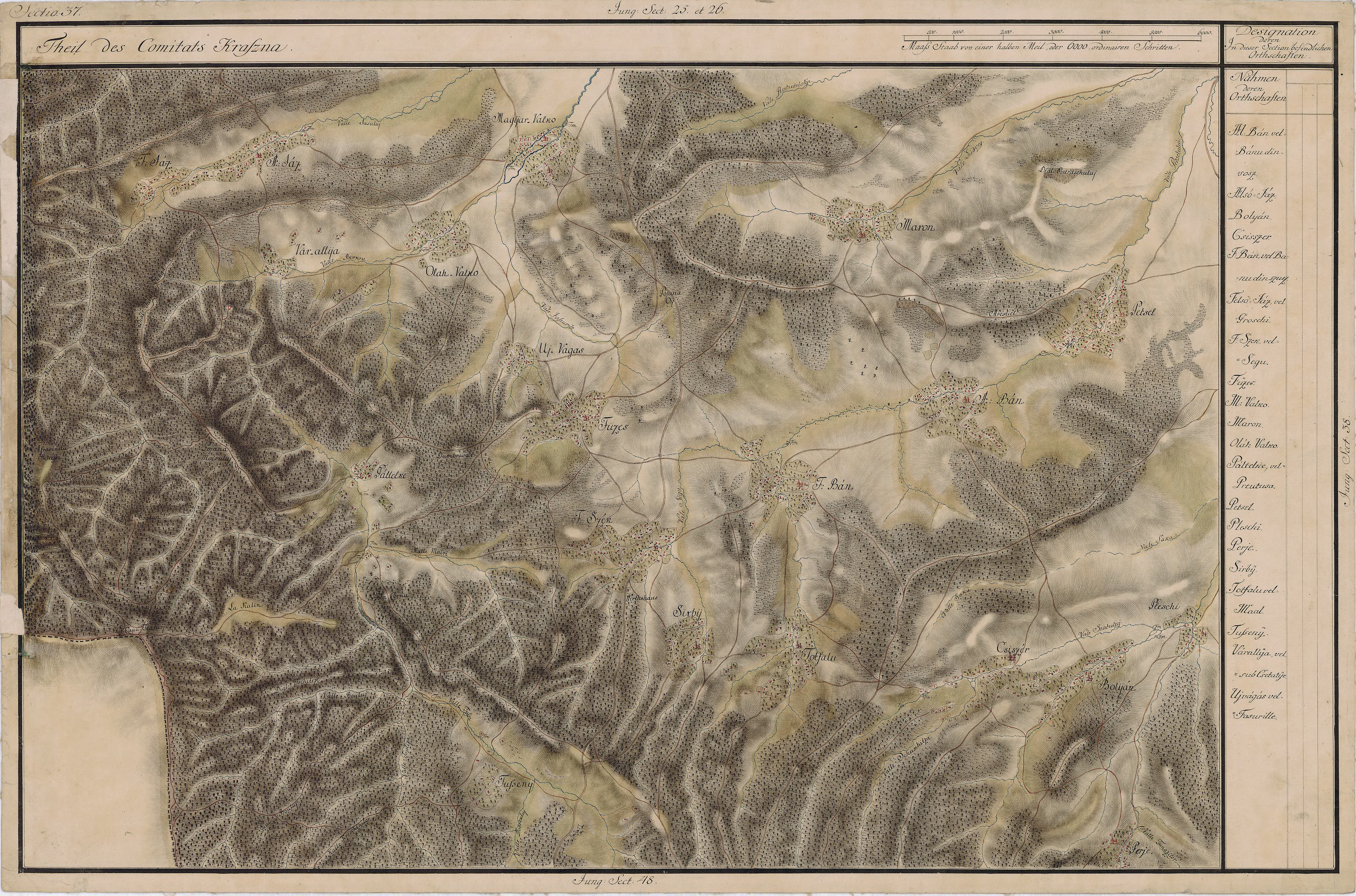
Valcău de Sus în Harta Iosefină a Transilvaniei, 1769-1773

 Acest articol despre o localitate din județul Sălaj este deocamdată un ciot. Puteți ajuta Wikipedia prin completarea lui.